# Joseph Peyrode
Paul, Joseph, Ludovic Peyrode parfois appelée Georges Peyrode, né le 25 avril 1895 à Saint-Denis-lès-Martel et mort le 1er juillet 1962 à Montreuil, est un coureur cycliste sur piste français.

## Biographie
Il commence la compétition en 1919. Il court en tandem, notamment avec Paul Texier, des courses à l'américaine et des courses de six jours. En 1921, il court les six jours de Bruxelles avec Léon Georget et termine 6e.

## Palmarès sur piste

### Six jours
- Londres : 2e en 1923 avec Marcel Godivier[3],[4]
- Saint-Étienne : 1e en 1929 avec André Mouton[5],[6], 4e en 1928 avec Georges Sérès[7]

### Grand Prix et autres Prix
- Critérium des comingmen : 1920[8]
- Prix J.B. Louvet : 1920[9]
- Grand Prix de Provence : 1921[10]
- Grand Priix de la Toussaint : 1921[11]
- Grand Prix d'Angers : 2e en 1921
- Grand Prix de la Pentecôte : 1922[12]
- Grand Prix de Tours : 1922[13]
- Grand Prix de Reims : 1e en 1923, 2e en 1921, 1922, 1924
- Prix de France ou Prix des français: 1921[14],[15], 1922[16]
- Grand Prix de Vichy : 1923[17]
- Prix d'ouverture du Vél' d'Hiv : 1924[18]
- Prix d'ouverture du Parc des Princes : 1925[19]
- Grand Prix de France : 1926[20]
- Prix Houlier-Comès : 1e en 1927 avec Charles Deruyter
- Prix Walter Rütt : 1927[21]
- Prix de clôture du Vél' d'Hiv : 1927[22],[23]
- Prix Wolber : 1927
- Grand Prix de Buffalo (2 heures à l'américaine) 2e en 1929 avec André Mouton